# Brede Moe
Brede Mathias Moe (ur. 15 grudnia 1991 we Flatanger) – norweski piłkarz występujący na pozycji środkowego obrońcy w norweskim klubie FK Bodø/Glimt.

## Kariera klubowa

### Ranheim Fotball
W 2011 roku przeszedł do drużyny Ranheim Fotball. Zadebiutował 3 kwietnia 2011 w meczu OBOS-ligaen przeciwko Løv-Ham Fotball (1:0). Pierwszą bramkę zdobył 25 kwietnia 2011 w meczu ligowym przeciwko Strømmen IF (2:2).

### Rosenborg BK
8 stycznia 2013 podpisał trzyletni kontrakt z zespołem Rosenborg BK. Zadebiutował 17 kwietnia 2013 w meczu Pucharu Norwegii przeciwko Buvik IL (0:11), w którym zdobył swoją pierwszą bramkę. W Eliteserien zadebiutował 21 kwietnia 2013 w meczu przeciwko FK Haugesund (3:1). 11 lipca 2013 zadebiutował w kwalifikacjach do Ligi Europy UEFA w meczu przeciwko Crusaders (7:2).

### FK Bodø/Glimt
6 marca 2014 został wysłany na wypożyczenie do klubu FK Bodø/Glimt. Zadebiutował 13 kwietnia 2014 w meczu Eliteserien przeciwko Sogndal Fotball (4:2). Pierwszą bramkę zdobył 24 kwietnia 2014 w meczu Pucharu Norwegii przeciwko Tverlandet G-98 (0:5). Pierwszą bramkę w lidze zdobył 5 października 2014 w meczu przeciwko Stabæk Fotball (1:1). Po zakończeniu wypożyczenia podpisał z klubem pełnoprawny kontrakt. W sezonie 2016 jego zespół zajął przedostatnie miejsce w tabeli i spadł do OBOS-ligaen. Po jednym sezonie spędzonym na drugim poziomie rozgrywkowym, jego drużyna zdobyła mistrzostwo ligi i awansowała do Eliteserien. W sezonie 2019 jego zespół zajął drugie miejsce w tabeli zdobywając wicemistrzostwo Norwegii. 24 września 2020 zadebiutował w kwalifikacjach do Ligi Europy UEFA w meczu przeciwko AC Milan (3:2). W sezonie 2020 jego drużyna zajęła pierwsze miejsce w tabeli i zdobyła mistrzostwo Norwegii. 7 lipca 2021 zadebiutował w kwalifikacjach do Ligi Mistrzów UEFA w meczu przeciwko Legii Warszawa (2:3). 29 lipca 2021 zdobył pierwszą bramkę w kwalifikacjach do Ligi Konferencji Europy UEFA w meczu przeciwko Valurowi (3:0). 16 września 2021 zadebiutował w fazie grupowej Ligi Konferencji Europy UEFA w meczu przeciwko Zorii Ługańsk (3:1).

## Kariera reprezentacyjna

### Norwegia U-21
W 2013 roku otrzymał powołanie do reprezentacji Norwegii U-21. Zadebiutował 25 marca 2013 w meczu towarzyskim przeciwko reprezentacji Holandii U-21 (4:1).

## Statystyki

### Klubowe
(aktualne na dzień 21 września 2021)
| Klub                 | Sezon              | Liga               | Liga  | Liga   | Puchar kraju | Puchar kraju | Europa | Europa | Suma  | Suma   |
| Klub                 | Sezon              | Liga               | Mecze | Bramki | Mecze        | Bramki       | Mecze  | Bramki | Mecze | Bramki |
| -------------------- | ------------------ | ------------------ | ----- | ------ | ------------ | ------------ | ------ | ------ | ----- | ------ |
| Ranheim Fotball      | 2011               | OBOS-ligaen        | 24    | 2      | 2            | 0            | –      | –      | 26    | 2      |
| Ranheim Fotball      | 2012               | OBOS-ligaen        | 29    | 5      | 0            | 0            | –      | –      | 29    | 5      |
| Ranheim Fotball      | Ogólnie            | Ogólnie            | 53    | 7      | 2            | 0            | 0      | 0      | 55    | 7      |
| Rosenborg BK         | 2013               | Eliteserien        | 3     | 0      | 4            | 1            | 1      | 0      | 8     | 1      |
| Rosenborg BK         | Ogólnie            | Ogólnie            | 3     | 0      | 4            | 1            | 1      | 0      | 8     | 1      |
| FK Bodø/Glimt (wyp.) | 2014               | Eliteserien        | 26    | 2      | 4            | 1            | –      | –      | 30    | 3      |
| FK Bodø/Glimt (wyp.) | Ogólnie            | Ogólnie            | 26    | 2      | 4            | 1            | 0      | 0      | 30    | 3      |
| FK Bodø/Glimt        | 2015               | Eliteserien        | 27    | 3      | 2            | 0            | –      | –      | 29    | 3      |
| FK Bodø/Glimt        | 2016               | Eliteserien        | 17    | 0      | 2            | 0            | –      | –      | 19    | 0      |
| FK Bodø/Glimt        | 2017               | OBOS-ligaen        | 6     | 1      | 0            | 0            | –      | –      | 6     | 1      |
| FK Bodø/Glimt        | 2018               | Eliteserien        | 20    | 1      | 0            | 0            | –      | –      | 20    | 1      |
| FK Bodø/Glimt        | 2019               | Eliteserien        | 16    | 0      | 0            | 0            | –      | –      | 16    | 0      |
| FK Bodø/Glimt        | 2020               | Eliteserien        | 13    | 0      | 0            | 0            | 1      | 0      | 14    | 0      |
| FK Bodø/Glimt        | 2021               | Eliteserien        | 14    | 1      | 0            | 0            | 9      | 1      | 23    | 2      |
| FK Bodø/Glimt        | Ogólnie            | Ogólnie            | 113   | 6      | 4            | 0            | 10     | 1      | 127   | 7      |
| Ogólnie w karierze   | Ogólnie w karierze | Ogólnie w karierze | 195   | 15     | 14           | 2            | 11     | 1      | 220   | 18     |

### Reprezentacyjne
| Reprezentacja | Rok     | Mecze | Bramki |
| ------------- | ------- | ----- | ------ |
| Norwegia U-21 |         |       |        |
| 2013          | 1       | 0     |        |
| Ogólnie       | Ogólnie | 1     | 0      |

| Mecze i gole w reprezentacji | Mecze i gole w reprezentacji | Mecze i gole w reprezentacji | Mecze i gole w reprezentacji | Mecze i gole w reprezentacji | Mecze i gole w reprezentacji | Mecze i gole w reprezentacji | Mecze i gole w reprezentacji |
| Lp.                          | Data                         | Miejsce                      | Gospodarz                    | Gość                         | Wynik                        | Gol                          | Rozgrywki                    |
| ---------------------------- | ---------------------------- | ---------------------------- | ---------------------------- | ---------------------------- | ---------------------------- | ---------------------------- | ---------------------------- |
| 1.                           | 25.03.2013                   | Waalwijk                     | Holandia U-21                | Norwegia U-21                | 4:1                          |                              | Mecz towarzyski              |

## Sukcesy

### Rosenborg BK
- Wicemistrzostwo Norwegii (1×): 2013

### FK Bodø/Glimt
- Mistrzostwo Norwegii (1×): 2020
- Wicemistrzostwo Norwegii (1×): 2019
- Mistrzostwo OBOS-ligaen (1×): 2017